# Кромпахи
Кромпахи (слч. Krompachy, мађ. Korompa) су град у Словачкој, у оквиру Кошичког краја, где су значајно насеље у саставу округа Спишка Нова Вес.

## Географија
Кромпахи су смештени у источном делу државе. Главни град државе, Братислава, налази се 400 km западно од града.
Рељеф: Кромпахи су се развили у источном подручју Татри, у планинском подручју. Надморска висина граде је око 380 m.
Клима: Клима у Кромпахима је умерено континентална.
Воде: Кроз Кромпахе протиче Словински поток.

## Историја
Људска насеља на простору Кромпаха датирају још из праисторије. Насеље под данашњим именом први пут се спомиње у 1282. године, а почетком 14. века године насеље је добило градска права. Током следећих векова град је био у саставу Угарске као обласно трговиште.
Крајем 1918. године. Кромпахи су постали део новоосноване Чехословачке. У време комунизма град је нагло индустријализован, па је дошло до наглог повећања становништва. После осамостаљења Словачке град је постао њено значајно средиште, али је дошло и до проблема везаних за преструктурирање привреде.

## Становништво
| Година:    | 1994. | 2004.   | 2014.   | 2024.   |
| ---------- | ----- | ------- | ------- | ------- |
| Број људи: | 8442  | 8870    | 8889    | 8587    |
| Разлика:   |       | +5,06 % | +0,21 % | -3,39 % |

| Година:    | 2023. | 2024.   |
| ---------- | ----- | ------- |
| Број људи: | 8584  | 8587    |
| Разлика:   |       | +0,03 % |

Данас Кромпахи имају око 9.000 становника и последњих година број становника лагано расте.
Етнички састав: По попису из 2001. године састав је следећи:
- Словаци - 87,1%,
- Роми - 8,4%,
- Чеси - 0,6%,
- остали.

Верски састав: По попису из 2001. године састав је следећи:
- римокатолици - 70,1%,
- атеисти - 14,5%,
- православци - 3,4%,
- гркокатолици - 2,3%,
- лутерани - 1,6%,
- остали.

## Партнерски градови
- Римаржов

## Галерија
- Поглед на средиште Кромпаха
- Главна улица у граду
- Улаз у Кропахе
- Градска фонтана